# Вейцман, Зиси Давидович
Зи́си Дави́дович Ве́йцман (идиш זיסי װײצמאַן‎; 30 ноября 1946, Бельцы, Молдавская ССР — 12 ноября 2020, Беэр-Шева, Израиль) — еврейский поэт и журналист. Писал на идише. Член Союза писателей СССР и Союза писателей России.

## Биография
Зиси (Зися Давидович) Вейцман родился в городе Бельцы в Молдавии, в семье участника Великой Отечественной войны Давида Зисовича Вейцмана (1912—1986) и Суры Буроховны Вейцман (1915—1988). После окончания срочной службы в 1968 году поступил в Пушкинское высшее военно-строительное училище (ныне Военный инженерно-технический университет). Служил офицером в железнодорожных войсках Советской Армии в Дальневосточном военном округе (под городом Свободный Амурской области) на строительстве Байкало-Амурской магистрали. В 1986 году в чине майора был переведён в Куйбышев, где стал активистом еврейского общества «Тарбут лаам» («Культура — народу») и одним из основателей газеты «Тарбут». Был заместителем главного редактора газеты, возглавлял еврейскую редакцию «Радио-7».
Публиковался с двадцатилетнего возраста, главным образом в московском журнале «Советиш Геймланд» (Советская Родина, с 1971 года) и газете «Биробиджанер штерн» (Биробиджанская звезда, с 1966 года).
Стихотворения Вейцмана вошли на русском языке в сборник «Советская еврейская поэзия» (издательство «Художественная литература», Москва, 1985) и на идише — в коллективный сборник молодых еврейских поэтов «hоризонтн» (Горизонты), выпущенный издательством «Советский писатель» в 1987 году. Стихи в переводах на русский язык, выполненных Леонидом Школьником, вышли отдельной книгой в Самаре в 1992 году. Сборник избранных стихотворений «А фрейлехн рэйгн» (весёлый дождь) вышел в 2016 году.
С конца 2006 года проживал в Беэр-Шеве (Израиль), печатался в независимых сетевых изданиях, нью-йоркской газете на идише «Форвертс», израильских газетах «Новости недели» и «Секрет»; онлайн-журнале «ИсраГео»; публиковал переводы с идиша. Перевёл с идиша на русский язык книгу Исроэла Эмиота «Биробиджанское дело».
Скончался 12 ноября 2020 года. Похоронен на городском кладбище Беэр-Шевы.

## Семья
Братья — Арон Давидович Вейцман (род. 1948, Бельцы), израильский художник, автор коротких рассказов; Мендель Давидович Вейцман (род. 1951, Бельцы), израильский литератор, автор юмористических рассказов и шуточных словарей идиом бессарабского идиша, книг «Как дела, дорогой?» (Самара, 2000) и «Весёлые бедняки» (Москва, 2006).

## Книги
- האָריזאָנטן («hоризонтн» — горизонты). Москва: Советский писатель, 1987.
- Лэхаим! (стихи, перевод на русский язык Леонида Школьника). Библиотечка газеты «Тарбут», Самара, 1991.
- אַ פֿרײלעכער רעגן (а фрейлехер рейгн — весёлый дождь, стихи). Тель-Авив: Националер инстанц фар идишер култур, 2016[11].